# John Dickson Batten
John Dickson Batten, né à Plymouth le 8 octobre 1860 et mort le 5 août 1932, est un peintre et illustrateur britannique. Il a été, avec son épouse Mary Batten, un membre actif de la Society of Painters in Tempera.

## Carrière
John Dickson Batten fréquente la Slade School, et notamment les cours d'Alphonse Legros. Ses tableaux les plus célèbres traitent surtout de sujets mythologiques dans la lignée du mouvement du préraphaélisme, dont : 
- The Garden of Adonis: Amoretta and Time,
- The Family,
- Mother and Child,
- Sleeping Beauty: The Princess Pricks Her Finger,
- Snow White and the Seven Dwarves, et
- Atalanta and Melanion.

Marqué par les Arts & Crafts, et également par l'Exhibition of Engravings by Birmingham Men qui s'était tenue à la Royal Birmingham Society of Artists en 1877, il a illustré les contes de fées de Joseph Jacobs d'inspiration folklorique : 
- English Fairy Tales (1890),
- Celtic Fairy Tales (1892),
- More Celtic Fairy Tales (1894),
- More English Fairy Tales (1894).

Puis des contes traditionnels issus du répertoire merveilleux
- Indian Fairy Tales (1912),
- European Folk and Fairy Tales (connus sous le nom de Europa's Fairy Book)[2] (1916).

Il a également illustré : 
- Oedipus the Wreck, avec Lancelot Speed (1888)
- Les Mille et Une Nuits ;
- La Divine Comédie de Dante Alighieri.

## Galerie

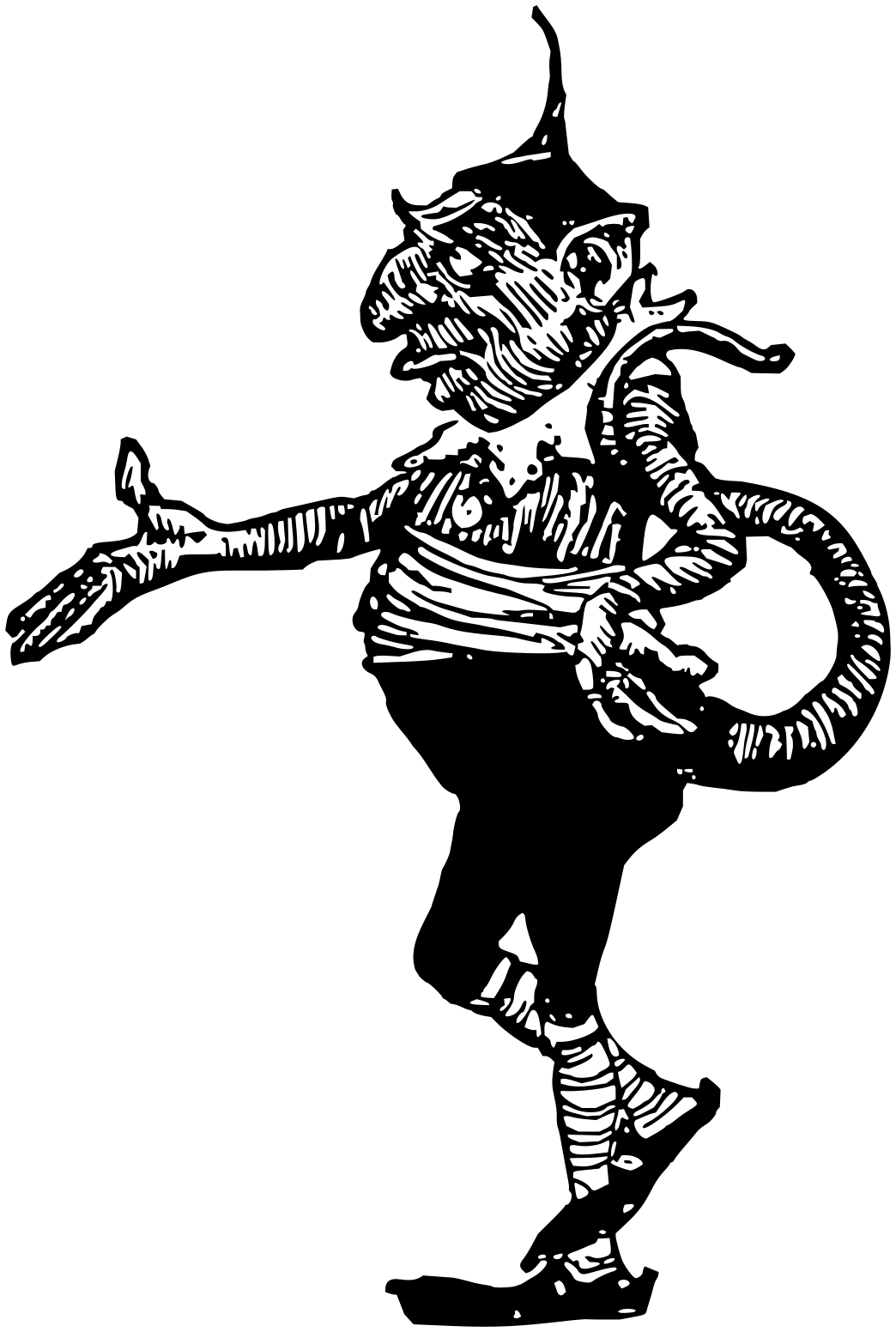
Illustration de Batten pour English Fairy Tales, 1892 : Comment entrer dans mon livre
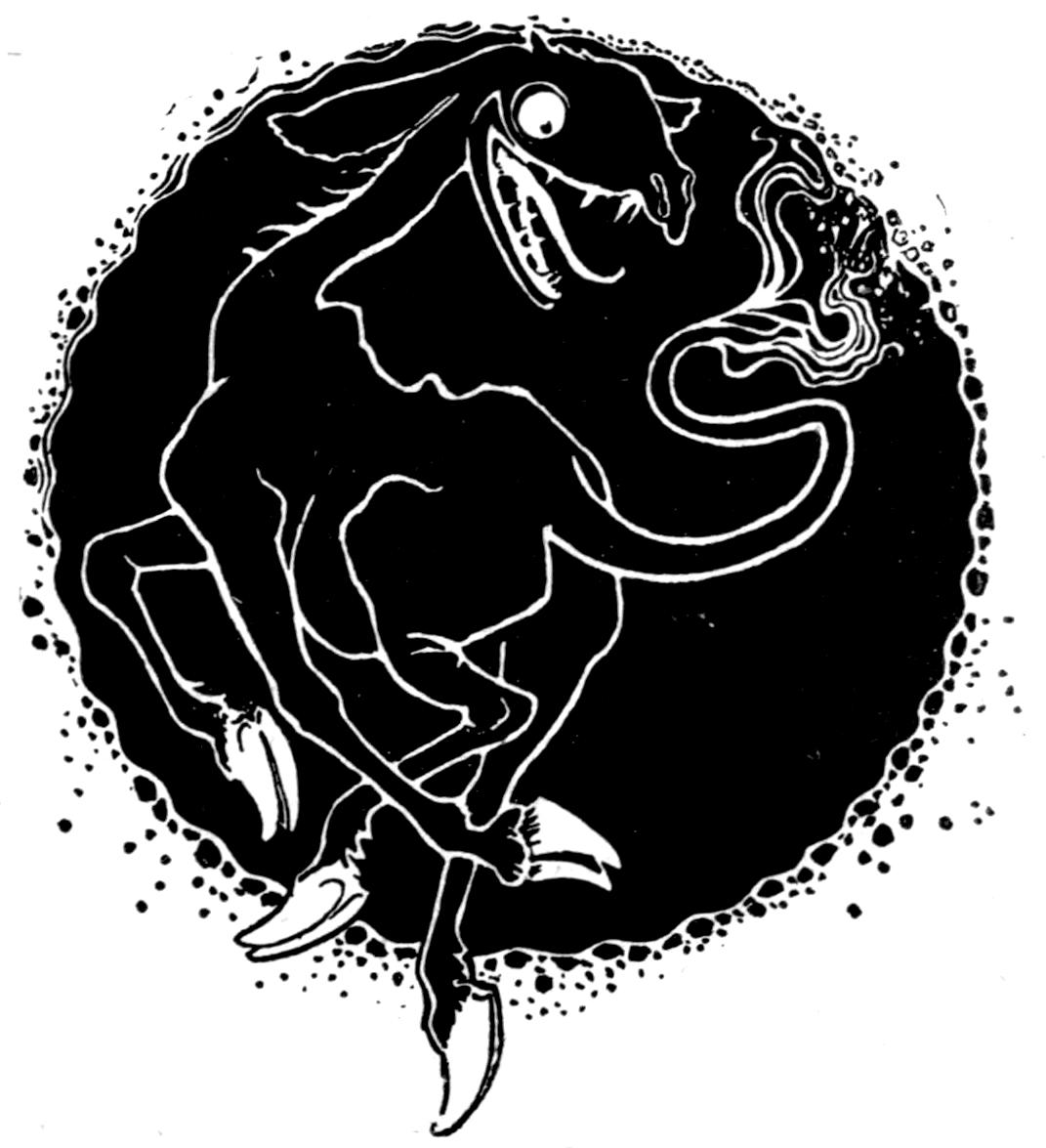
Page de couverture de More English Fairy Tales, 1894.
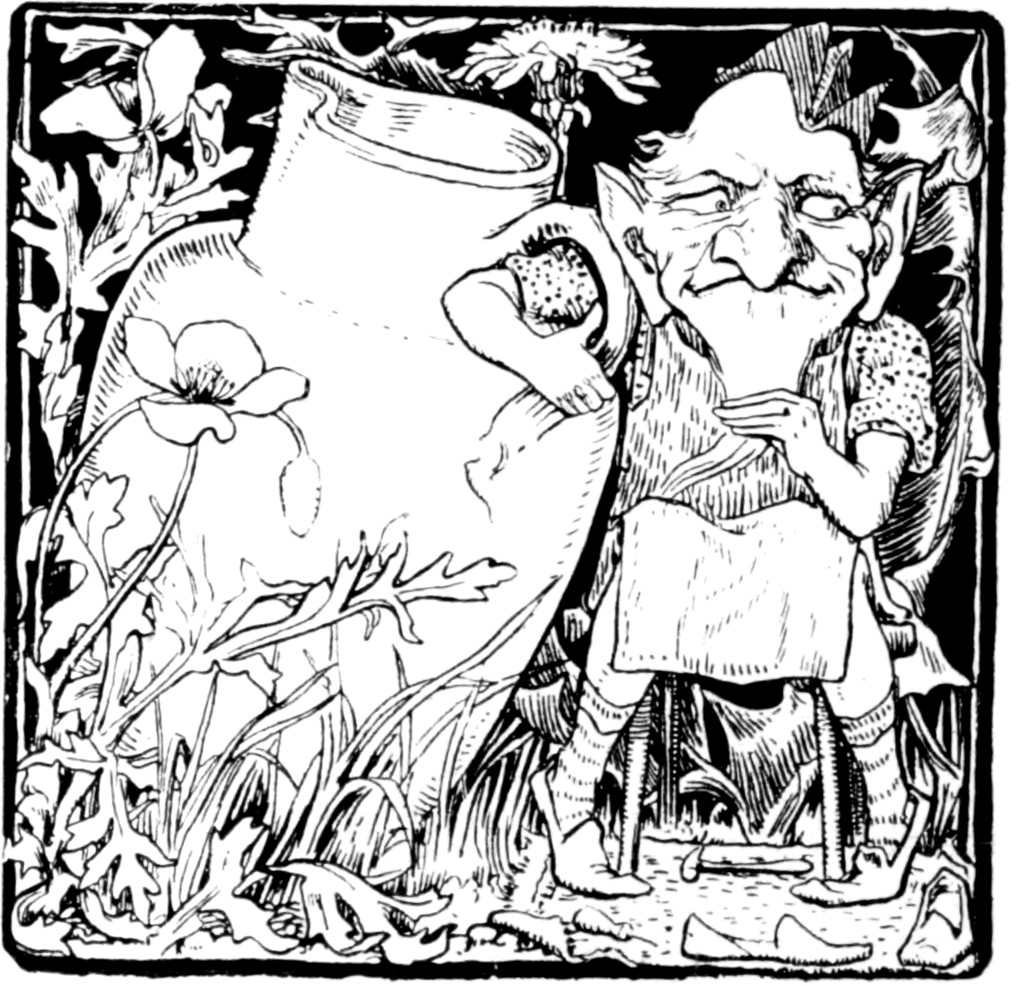
Illustration pour une légende irlandaise de Celtic Fairy Tales, 1892.
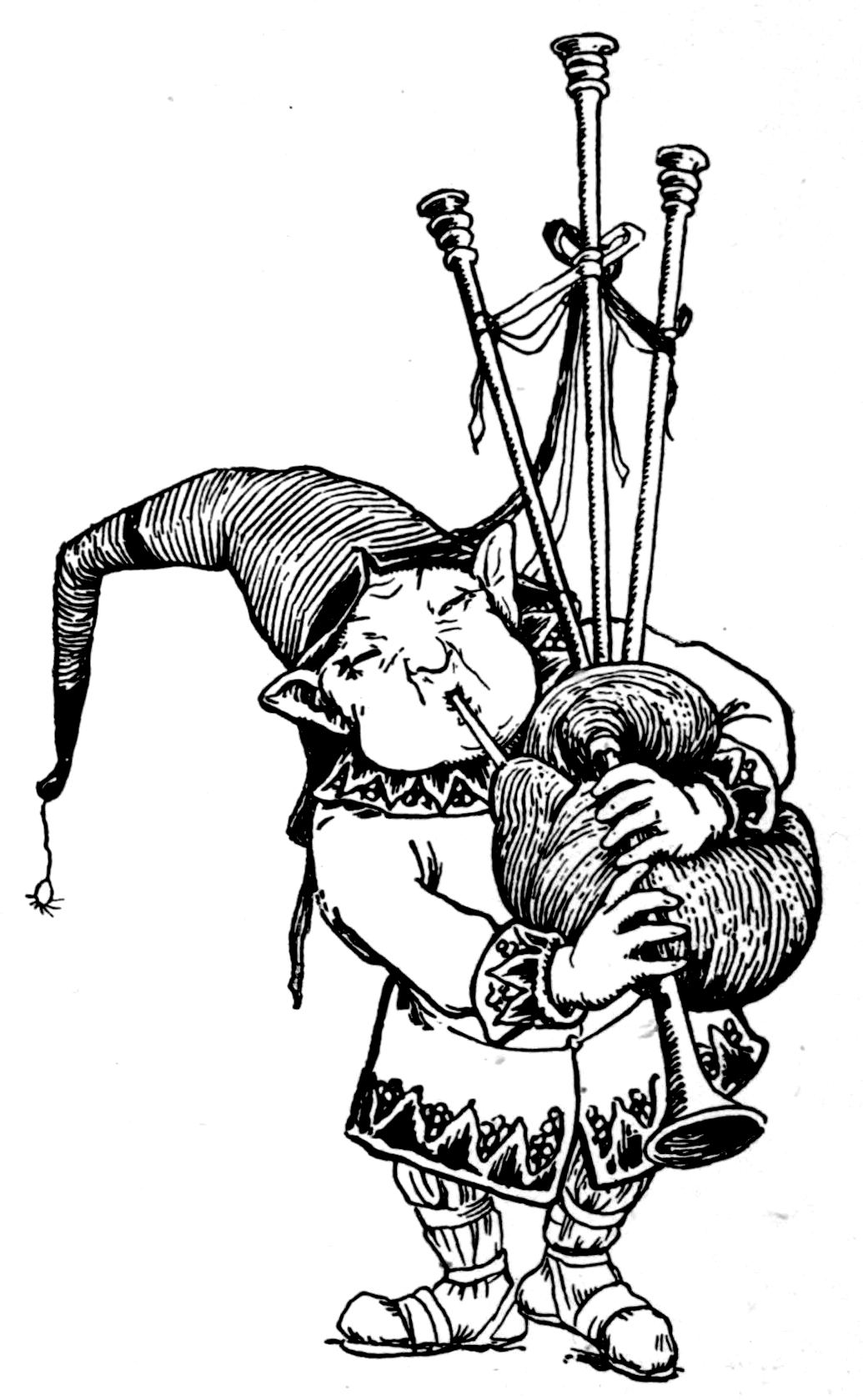
Page de couverture de More Celtic Fairy Tales, 1895.
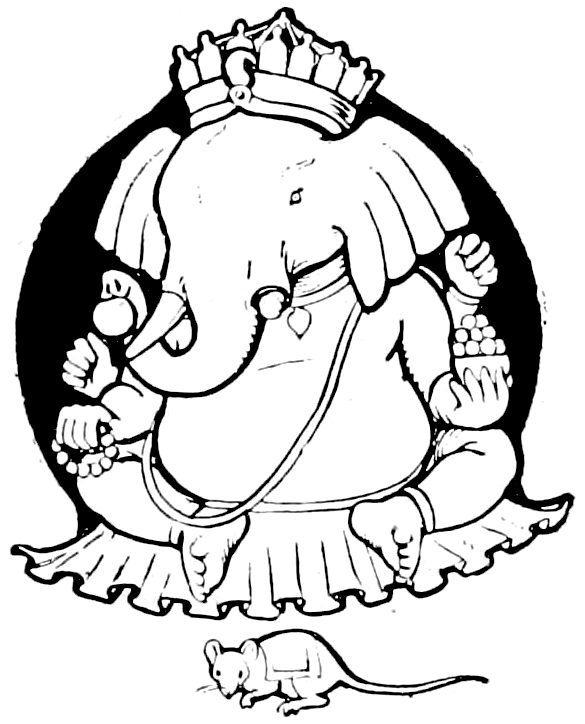
Frontispice de Indian Fairy Tales, 1892.
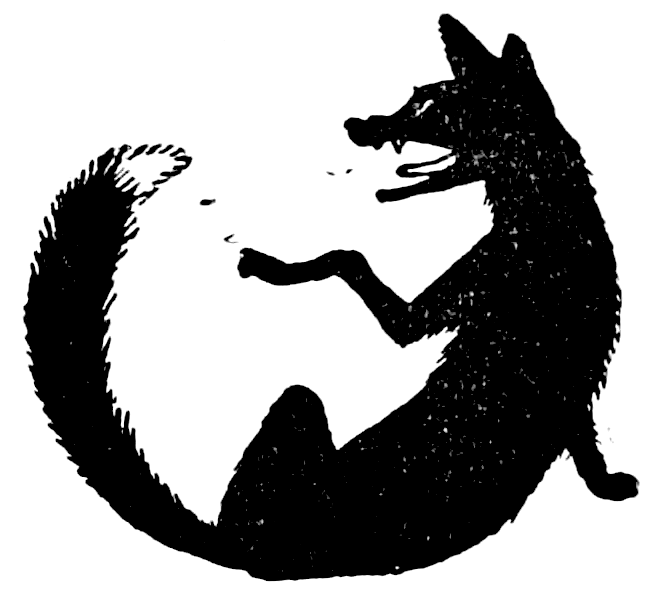
Illustration de Europa's Fairy Book, 1916.
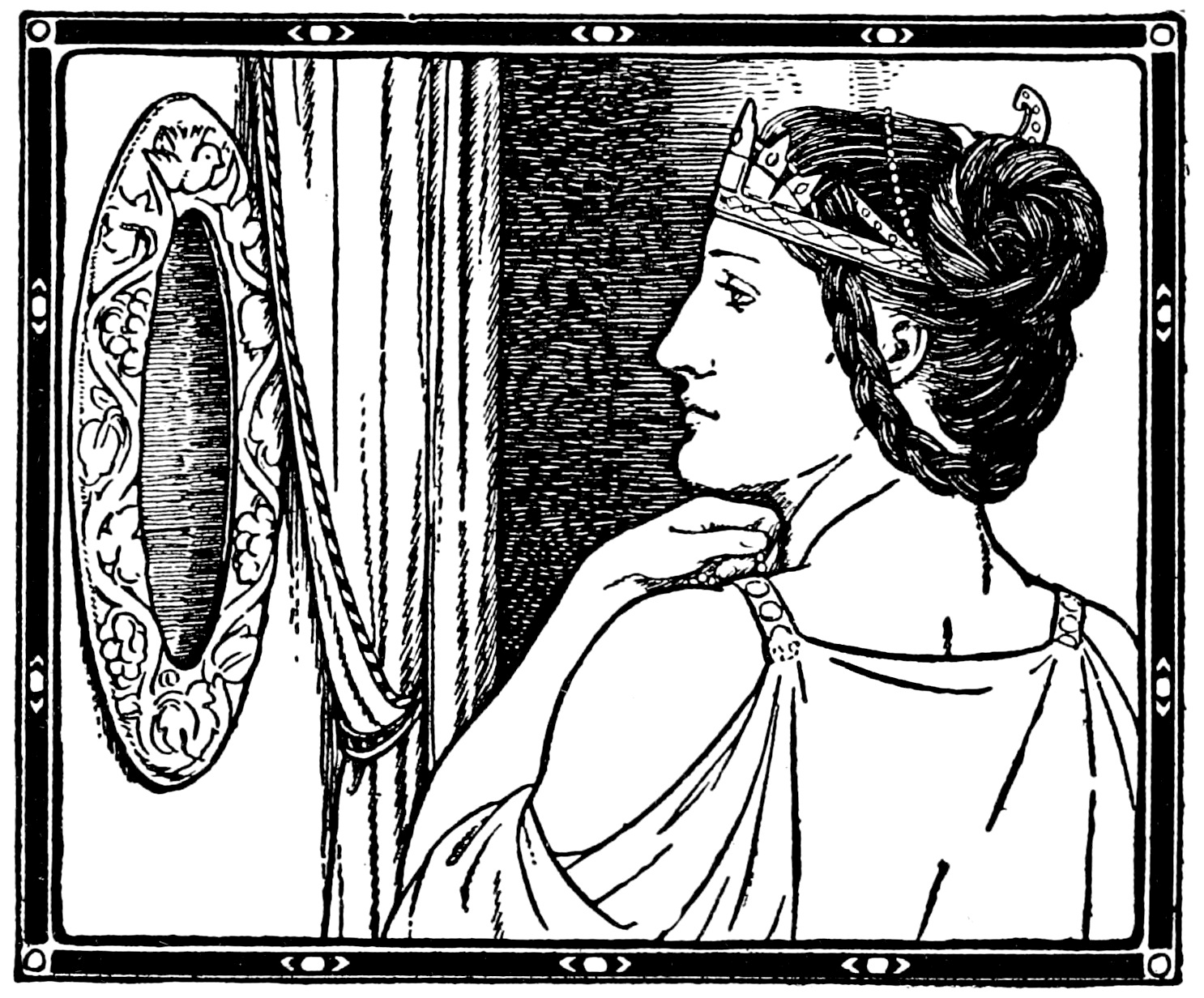
Le miroir magique, 1916.
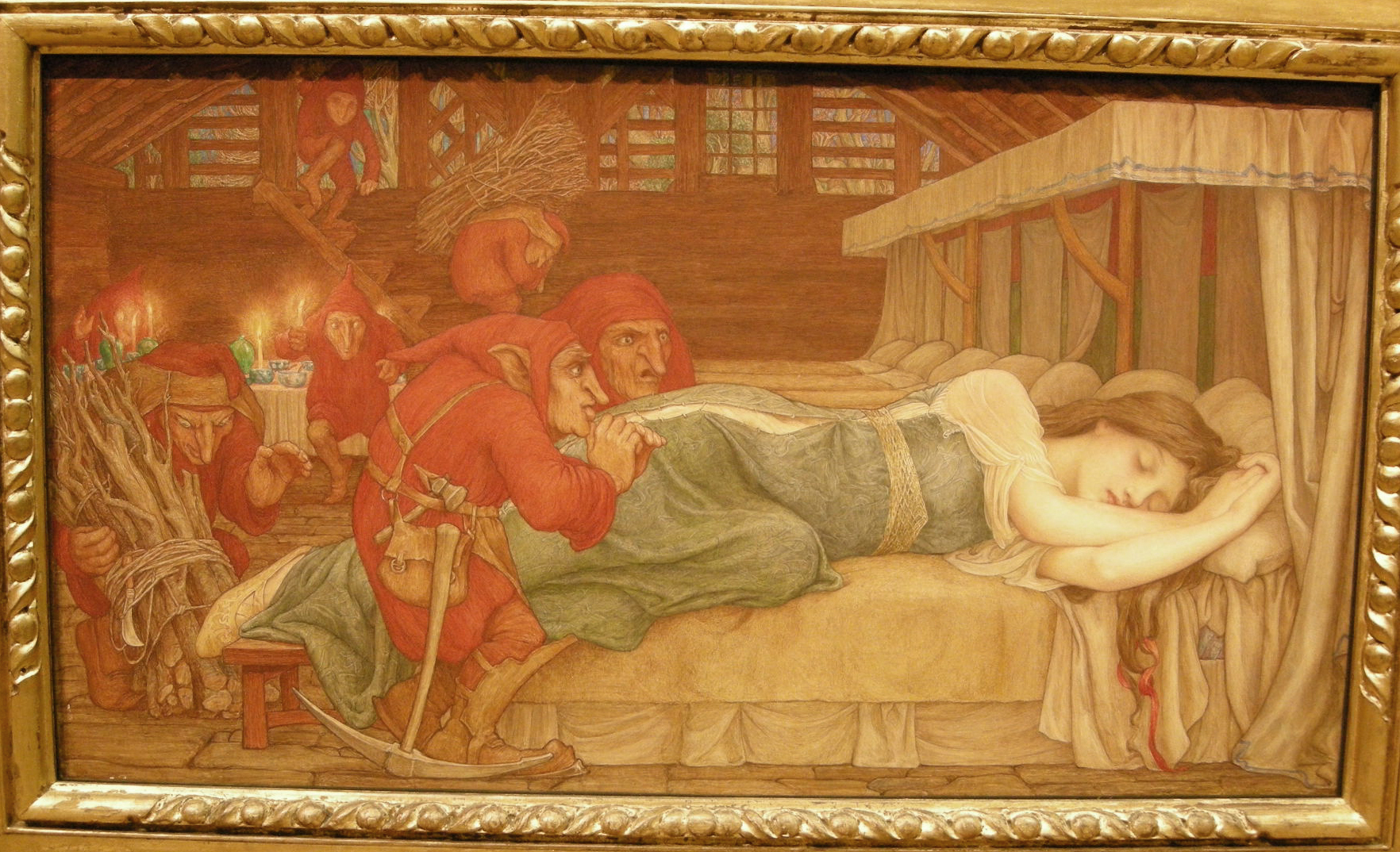
Blanche-Neige et les sept nains, 1897.
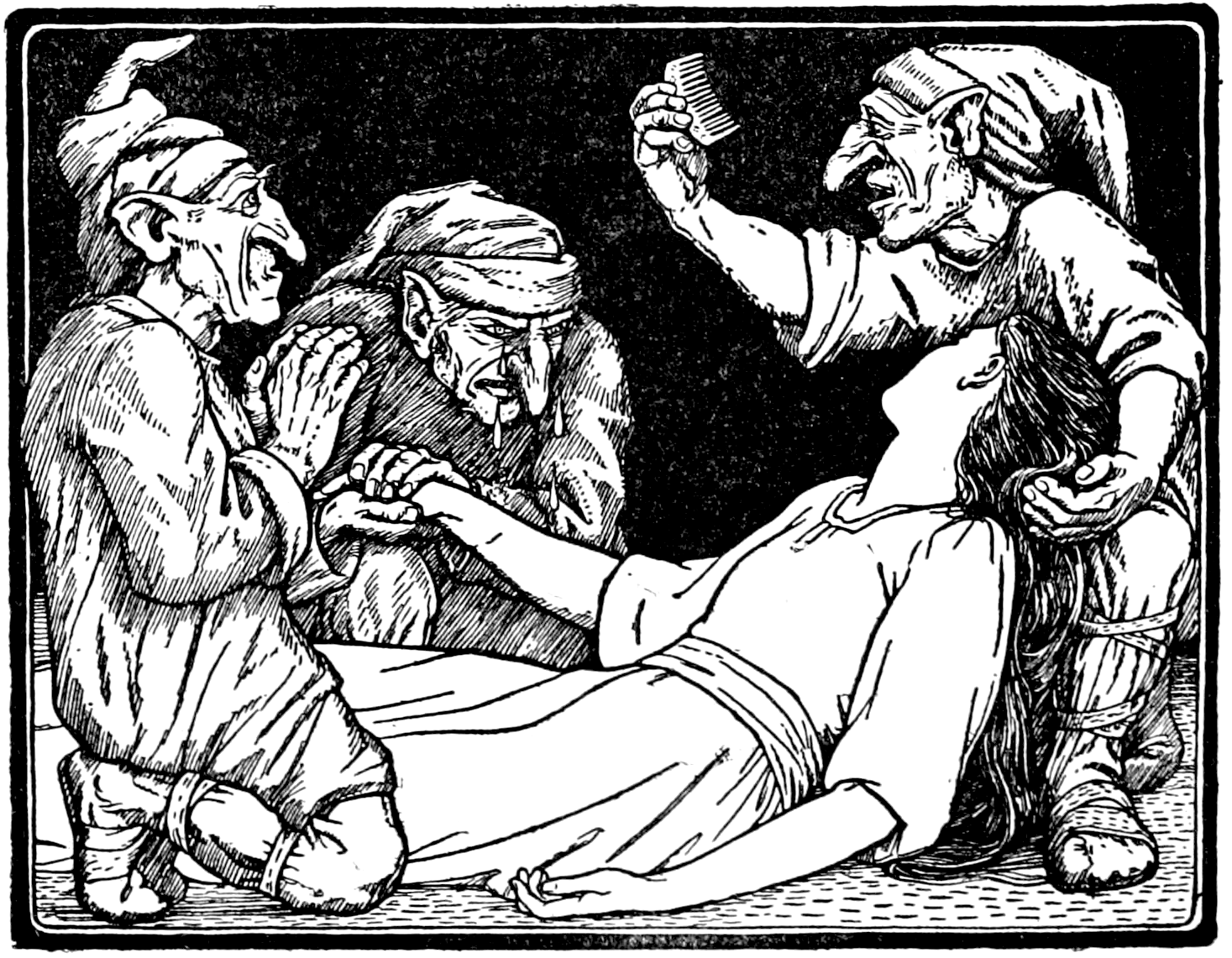
Le peigne empoisonné de Blanche-Neige, 1916.